# Eine Nacht mit dem König
Eine Nacht mit dem König ist ein US-amerikanisch-indischer Spielfilm, aus dem Jahr 2006, in dem die Geschichte der Königin Ester beschrieben wird.

## Handlung
Die Handlung des Films basiert im Wesentlichen auf den Ereignissen, die in der biblischen Erzählung im Buch Ester beschrieben werden und beginnt mit einer Rückblende, die 500 Jahre vor der eigentlichen Filmhandlung angesetzt ist: Saul, König von Israel, nimmt – dem Rat des Propheten Samuel folgend – den grausamen Agag, König der Amalekiter, und dessen Frau gefangen. In der Nacht gelingt es der schwangeren Königin zu fliehen, während Samuel Agag tötet. Wenig später schenkt die Königin einem Sohn das Leben, schmiedet ihm ein Zeichen, das vage an ein Hakenkreuz erinnert, und schwört bittere Rache an den Juden.
500 Jahre später träumt die schöne Hadassa, Nichte des Juden Mordechai, davon, mit ihrem Jugendfreund Jesse nach Jerusalem zu ziehen und Susa, Hauptstadt Persiens (heutiger Iran), zu verlassen. Hadassas wertvollster Besitz ist ein Kristall-Amulett ihrer Großmutter, welches diese einst aus dem Heiligen Land mitbrachte und das, wenn sich Licht auf dem Kristall bricht, Davidsterne aufleuchten lässt. Damit verbirgt das Amulett auch die geheime Herkunft der Familie, denn Mordechai, der im Palast als Schreiber arbeitet, verheimlicht seine jüdischen Wurzeln und lebt offiziell als Perser. Immer wieder wird Hadassa von Albträumen geplagt, die sie an das gewaltsame Ableben ihrer Eltern erinnern.
In seinem Palast plant Xerxes I., König von Persien, währenddessen einen Feldzug nach Griechenland, um den Tod seines Vaters zu rächen. Xerxes’ Gemahlin Waschti, die sich Frieden für ihr Volk wünscht, verweigert dem König am darauffolgenden Abend, zu dessen Bankett zu erscheinen. Gedemütigt und erzürnt über Königin Waschtis öffentlichen Ungehorsam, überredet der intrigante Admatha, Prinz und Cousin des Königs, Xerxes dazu, Waschti zu verstoßen und sich eine neue, folgsamere Königin zu suchen. Sämtliche Jungfrauen des Reiches werden daraufhin in den königlichen Palast gebracht. Da auch Hadassa zu den „Auserwählten“ gehört, beschwört Mordechai sie, ihre jüdische Herkunft vor den Persern zu verbergen. Auf seinen Rat hin nimmt Hadassa den Namen „Ester“ – in Anlehnung an die babylonische Göttin Ištar – an.
Im Palast werden den Anwärterinnen zahlreiche Annehmlichkeiten zuteil – gleichzeitig darf sich jedoch keine der Frauen dem König unaufgefordert nähern und müssen einen Verstoß gegen dieses Gebot mit dem Tod bezahlen. Jede der Jungfrauen wird daher vom König zu sich gerufen und hat genau eine Nacht mit dem König um dessen Gunst zu erwerben.
Während ihres Aufenthalts im Harem erregt Ester die Aufmerksamkeit Hegais, des königlichen Eunuchs, der für ihre Ausbildung zuständig ist. Beeindruckt von Esters Lebensfreude, ihrer Willensstärke, Bescheidenheit und nicht zuletzt ihrer Fähigkeit zu lesen, veranlasst er ein Treffen Esters mit dem König und überreicht ihr die königlichen Chroniken. Statt Xerxes jedoch – wie vorgesehen – aus dem königlichen Tagebuch vorzulesen, beginnt Ester alsbald die Liebesgeschichte Jakobs zu erzählen: Dieser will Rachel, die jüngere Tochter Labans, zur Frau und dient diesem sieben Jahre lang. In der Hochzeitsnacht vermählt Laban Jakob jedoch heimlich mit Rachels Schwester Lea. Erst nach sieben weiteren Jahren der Knechtschaft erhält Jakob Rachel schließlich zur Frau.
Der König unterbricht Esters Geschichte und die beiden kommen einander näher. Schließlich erklärt sich Xerxes bereit, Ester ein weiteres Mal zu empfangen. Beeindruckt von ihrer Begegnung mit dem persischen Herrscher, verliebt sich Ester in ihn.
Jesse ist indes zum Eunuch geworden, um in Esters Nähe zu sein und sie zur gemeinsamen Flucht nach Jerusalem zu überreden. Ester lehnt sein Angebot jedoch ab und wird kurz darauf ein weiteres Mal zum König gerufen.
Da sie diesem – anders als ihre Konkurrentinnen – nur mit ihrer einfachen Halskette und nicht in üppigen Juwelen entgegentritt, reagiert Xerxes zunächst verärgert. Als Ester ihm jedoch erklärt, dass das Amulett ihre „Vergangenheit, Gegenwart und Zukunft“ sei und ihm ihre Gefühle gesteht, offenbart auch Xerxes, dass er Ester liebt und macht sie zu seiner Königin.
Während sich die Frischvermählten im Glück wähnen, ist Admatha erzürnt über die unbekannte Braut seines Cousins, hatte er doch gehofft, eine dümmliche und leicht beeinflussbare Regentin auf den Thron zu setzen, um diesen in Xerxes’ Abwesenheit leichter zu usurpieren. Stattdessen plant Admatha nun, den König zu vergiften. Mordechai durchschaut den geplanten Anschlag und warnt Ester, die Xerxes warnt und nach Susa zurückruft. In Admathas Diensten befindet sich Haman – ein Nachfahr Agags, der die Vernichtung aller Juden Persiens plant. In den Straßen Susas hetzt Haman offen gegen Juden, Griechen und gegen Memuchan, den väterlichen Freund und Berater des Königs. Ester erkennt in Haman jenen Amalekit wieder, der auch einst ihre Familie überfiel und ihre Eltern tötete. Sie trifft sich heimlich mit Mordechai, um ihn über die neuen Geschehnisse zu informieren, wird jedoch vom zurückkehrenden Xerxes überrascht, der einen Nebenbuhler wittert und Ester einen kühlen Empfang bereitet. Das Verhältnis der jungen Eheleute leidet fortan unter weiteren Missverständnissen.
Admatha und Haman streiten sich, da dem Prinzen das Vorgehen seines Handlangers zu plump erscheint. Haman, der Einsicht heuchelt, schlägt Admatha daraufhin einen Mordanschlag gegen Memuchan vor, um den Weg zum Thron zu erleichtern. Statt diesen jedoch – wie besprochen – auf die Juden zu schieben, verrät Haman Admatha, „rettet“ Memuchan vor seinen Angreifern und bezichtigt den Herold vor Xerxes des Hochverrats. Admatha wird daraufhin gefangen genommen und hingerichtet. Haman erbt Admathas Macht und wird Prinz des Glaubens.
Haman stachelt Xerxes auf und verlangt die komplette Ausrottung der Juden, um den geplanten Kriegszug nach Griechenland zu finanzieren. Als Mordechai Haman auf der Straße begegnet, weigert er sich, vor dem Prinzen niederzuknien und erklärt ihm, dass er nur vor seinem Gott und seinem König knien werde. Haman schlägt Mordechai daraufhin nieder und will ihn hängen lassen. Der König jedoch, der durch Ester erfahren hat, dass es Mordechai war, der den Mordanschlag damals aufdeckte, lässt den Juden stattdessen in einem Festzug ehren. Ester und Haman geraten ob der Juden aneinander.
Da Xerxes nach wie vor plant, nach Griechenland zu ziehen und Haman in seiner Abwesenheit als Regenten eingesetzt werden soll, entschließt sich Ester, unaufgefordert vor den König zu treten und um das Leben der Juden zu bitten. Diese mahnt sie währenddessen zu beten und zu fasten. In Anwesenheit des Hofstaates sucht Ester den König auf und brüskiert diesen damit. In letzter Sekunde senkt Xerxes das Zepter vor Ester und bewahrt sie davor, erschlagen zu werden. Da Ester jedoch nicht in Anwesenheit des Rates mit dem König sprechen kann, lädt sie Haman und Xerxes zu einem abendlichen Festmahl ein, um ihr Anliegen dort vorzutragen.
Ester gibt sich dem König als Jüdin zu erkennen, offenbart ihren richtigen Namen und bittet den König um das Leben ihres Volkes. Als Haman ihre Geschichte anzweifelt, lässt Hadassa das Amulett im Schein einer Kerzen seine Davidsterne offenbaren. Es scheint allerdings so, als könne niemand außer ihr die Sterne sehen. Wortlos verlässt Xerxes das Bankett und lässt Hadassa bei Haman zurück, der daraufhin versucht, diese anzugreifen. Im letzten Moment kehrt Xerxes um und rettet seine Frau, während Memuchan Haman auf den Befehl des Königs abführen und an eben jenem Galgen aufhängen lässt, den Haman bereits für Mordechai vorbereitet hatte. Als Ester Xerxes fragt, wieso er zurückgekehrt sei, gesteht er ihr: „Ich sah die Sterne.“ und beide küssen sich.
Der König schenkt den Juden das Leben, woraufhin diese ein großes Freudenfest beginnen. Der Film endet damit, dass Mordechai, mittlerweile zum persischen Prinzen ernannt, ein projüdisches Dekret verabschiedet.

## Produktionshintergrund
Eine Nacht mit dem König ist nach Das Schwert von Persien (1960), Greatest Heroes of the Bible (1978) und Die Bibel – Esther (1999) erst der vierte Tonfilm, der sich mit der alttestamentlichen Geschichte der Königin Ester beschäftigt.
Der Film, der an Schauplätzen in Jodhpur (Indien) und den USA (Dallas, Texas) gedreht wurde, lief am 13. Oktober 2006 in den USA in den Kinos an. In Deutschland bzw. Österreich startete der Film erst zu Ostern 2007.
Der Film, der mit einem vergleichsweise geringen Budget von 20 Millionen Dollar gedreht wurde, spielte allein am Eröffnungswochenende 4.106.862 Dollar ein.
In den Hauptrollen kann man Omar Sharif und Peter O’Toole sowie die beiden aus Der Herr der Ringe bekannten Schauspieler John Rhys-Davies und John Noble sehen.